# 昂拉仁错
昂拉仁错（藏語：ངང་ལྷ་རིང་མཚོ，威利转写：ngang lha ring mtsho，THL：Nganglha Ring Tso）位于中国西藏自治区日喀则市仲巴县境内，地处仲巴县西北端，冈底斯山北麓，湖面海拔4715米，面积512.7平方公里。湖形不规则，湖中多岛屿。湖水主要依靠昂翁藏布和拉布让臧布两河补给。湖区属高寒草原半干旱气候，年均降水量150～200毫米，年均气温0～2℃。湖水微咸，矿化度17.48g/L。